# Timmeröarna
Timmeröarna är ett naturreservat i Karlstads kommun i Värmlands län.
Området är naturskyddat sedan 1977 och är 50 hektar stort. Reservatet omfattar Timmeröarna samt några mindre holmar. Området är bevuxet med mager hällmarkstallskog, samt några lindar och lövskog av lundkaraktär.